# 傑森·亞寧
傑森·亞寧（英語：Jason Yachanin），美國男演員。較著名的是在特羅馬娛樂喜劇恐怖片《惡夜活死雞》（2006年）中主演阿比（Arbie）

## 生平
傑森·亞寧出生於俄亥俄州不倫瑞克。1999年，他畢業於不倫瑞克高中，並於2003年從鮑德溫華萊士學院畢業後，他移居紐約。
亞寧在紐約報紙上看到特羅馬娛樂的《惡夜活死雞》試鏡招募後，認為自己符合對方尋求的「討厭的傢伙」。在此前，他從未聽說過特羅馬。錄取成為主角後，該片成為了亞寧出演的首部電影。從那以後，他從事戲劇和廣告業務。
2012年，他參演多段式恐怖片《索命影帶》中的〈17號星期二〉（Tuesday the 17th）章節。

## 外部連結
- 傑森·亞寧在互联网电影资料库（IMDb）上的資料（英文）